# Mpiemo (langue)
Pour les articles homonymes, voir Mpiemo.
Le mpiemo (ou bimu, mbimou, mbimu, mpo, mpyemo) est une langue bantoue du groupe makaa-njem parlée en République centrafricaine, dans la préfecture de Sangha-Mbaéré, et au Cameroun dans la région de l'Est, le département du Boumba-et-Ngoko, l'arrondissement de Gari-Gombo, depuis Gribi jusqu'à la route de Yokadouma.
Le nombre total de locuteurs a été estimé à 29 000, dont 24 000 en République centrafricaine (1996) et 5 000 au Cameroun (1991).

## Écriture
| a | b | d | e | ɛ | g | h | i | j | k | kp | l | m | n | ŋ | o | ɔ | p | r | s | t | u | v | w | y |